# Toechorychus albimaculatus
Toechorychus albimaculatus là một loài tò vò trong họ Ichneumonidae.